# Tegalombo (Dukuhseti)
Tegalombo is een bestuurslaag in het regentschap Pati van de provincie Midden-Java, Indonesië. Tegalombo telt 4789 inwoners (volkstelling 2010).